# 西宮市立浜脇中学校
西宮市立浜脇中学校（にしのみやしりつ はまわきちゅうがっこう）は、兵庫県西宮市にある公立中学校。

## 沿革
- 1947年（昭和22年）[1]
  - 4月1日 - 西宮市立浜脇小学校に併設して開校
  - 5月1日 - 開校式並びに入学式を行う（この日を開校記念日とする）
  - 6月1日 - 校章制定
- 1948年（昭和23年）10月18日 - 現在地に新校舎（第一期工事）完成（木造中央校舎）
- 1949年（昭和24年）3月1日 - 校歌制定
- 1951年（昭和26年）10月1日 - 校旗制定
- 1965年（昭和40年）- 西宮市教育委員会研究指定校に指名される。
- 1985年（昭和60年）- 県教育委員会、兵庫県より生徒指導モデル中学校区に指定される。
- 1986年（昭和61年）- 格技室完成する。
- 1990年（平成2年）- 体育館照明器具改良工事
- 1995年（平成7年）- 兵庫県南部地震発生。生徒犠牲者6名。同窓会みやみず会の設置。

## 部活動

### 運動部
- 野球部
- 陸上競技部
- 水泳部
- ソフトボール部
- 剣道部
- 柔道部
- サッカー部
- ソフトテニス部
- 卓球部
- バレーボール部
- バスケットボール部

### 文化部
- 吹奏楽部 - 2011年にDREAMS COME TRUE WONDERLAND 2011に出場（大阪学芸高等学校と合同[2]）
- バトン部
- 合唱部
- 理科部
- 放送部
- 美術部

## 進学前小学校
- 西宮市立浜脇小学校
- 西宮市立香櫨園小学校[3]

## 出身者
- 小寺右子（朝日放送テレビアナウンサー）
- やなぎ浩二（吉本新喜劇）

## 通学区域が隣接している学校
- 西宮市立総合教育センター付属西宮浜義務教育学校 （海を挟んで隣接。）
- 西宮市立真砂中学校
- 西宮市立今津中学校
- 西宮市立大社中学校